# Eka

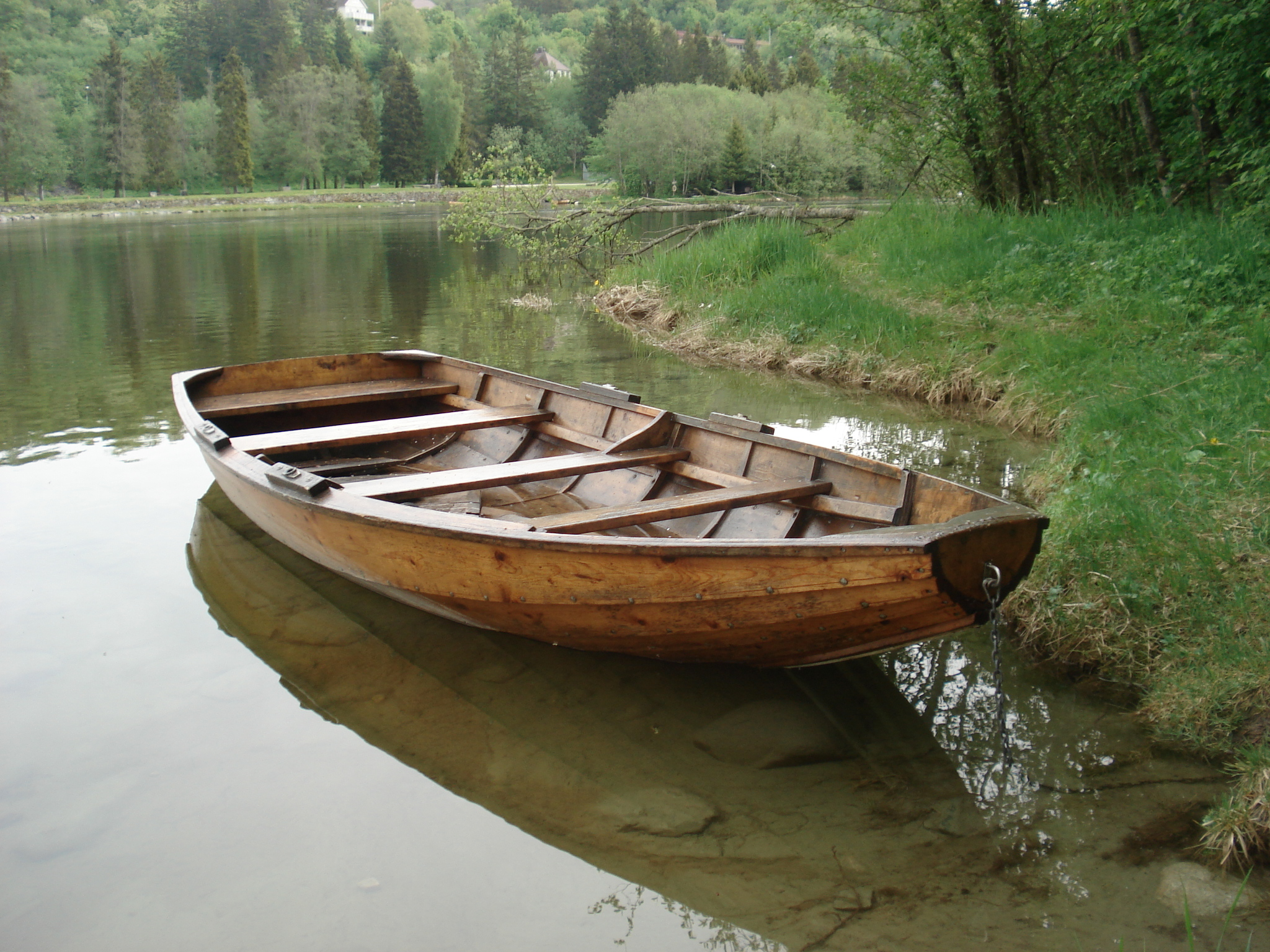
Eka med spegel i båda ändar, Nidälven, Tröndelag, Norge, 2008.

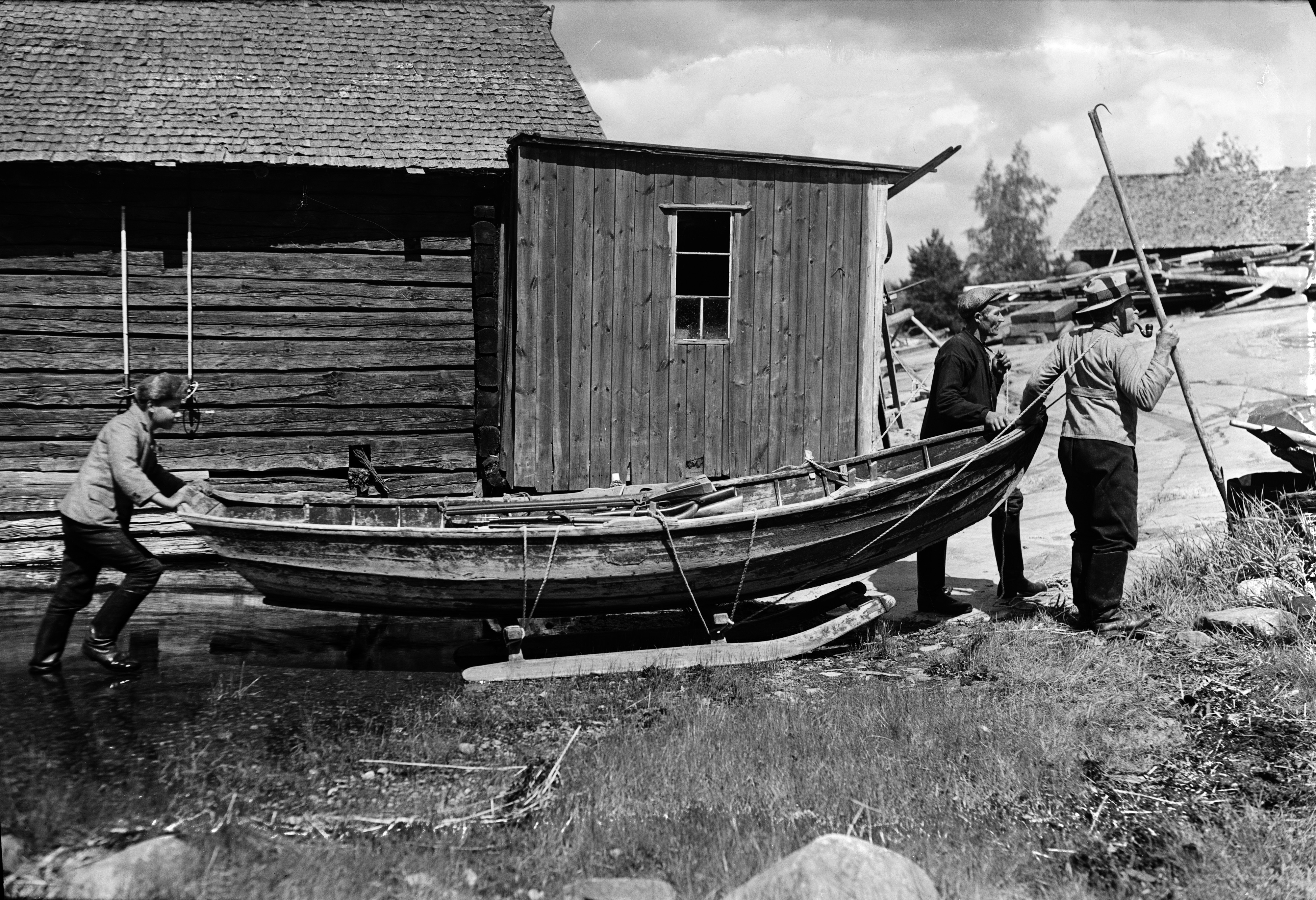
Säleka ("saelisöka") på drög, Andö, Finland, 1934. Notera bössorna för säljakt.

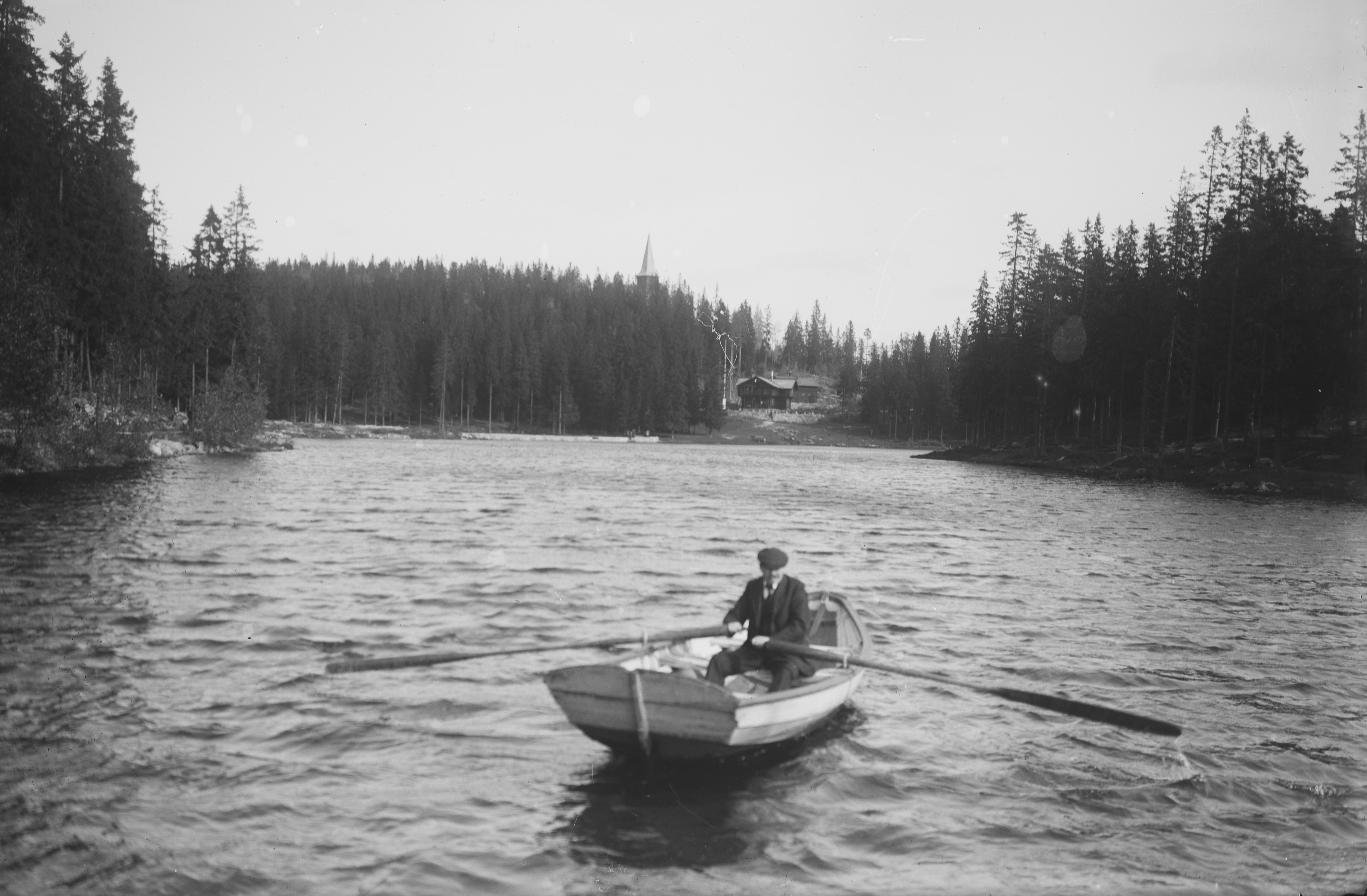
Eka i Besserudtjernet, Holmenkollen, Norge, runt 1900.

Eka (av ek, dialektalt öka, norska: eike, ibland ökstock, dialektalt även pram, pråm) är en nordisk roddad ibland segelförsedd mindre allmogebåt. Traditionellt odäckad och flatbottnad utan köl, de har ofta tvär akter och fallande stäv eller både akter- och förspegel. Ekan, som ursprungligen var en urholkad ekstam förfärdigad som farkost, är numera oftast klinkbyggd. Ibland förekommer den i enklare konstruktioner med endast en bordplanka.
Ekor är gråzoniga och zonar över till andra typer av båtar, till exempel jollar. Benämningen gavelöka (gaveleka) förekommer lokalt

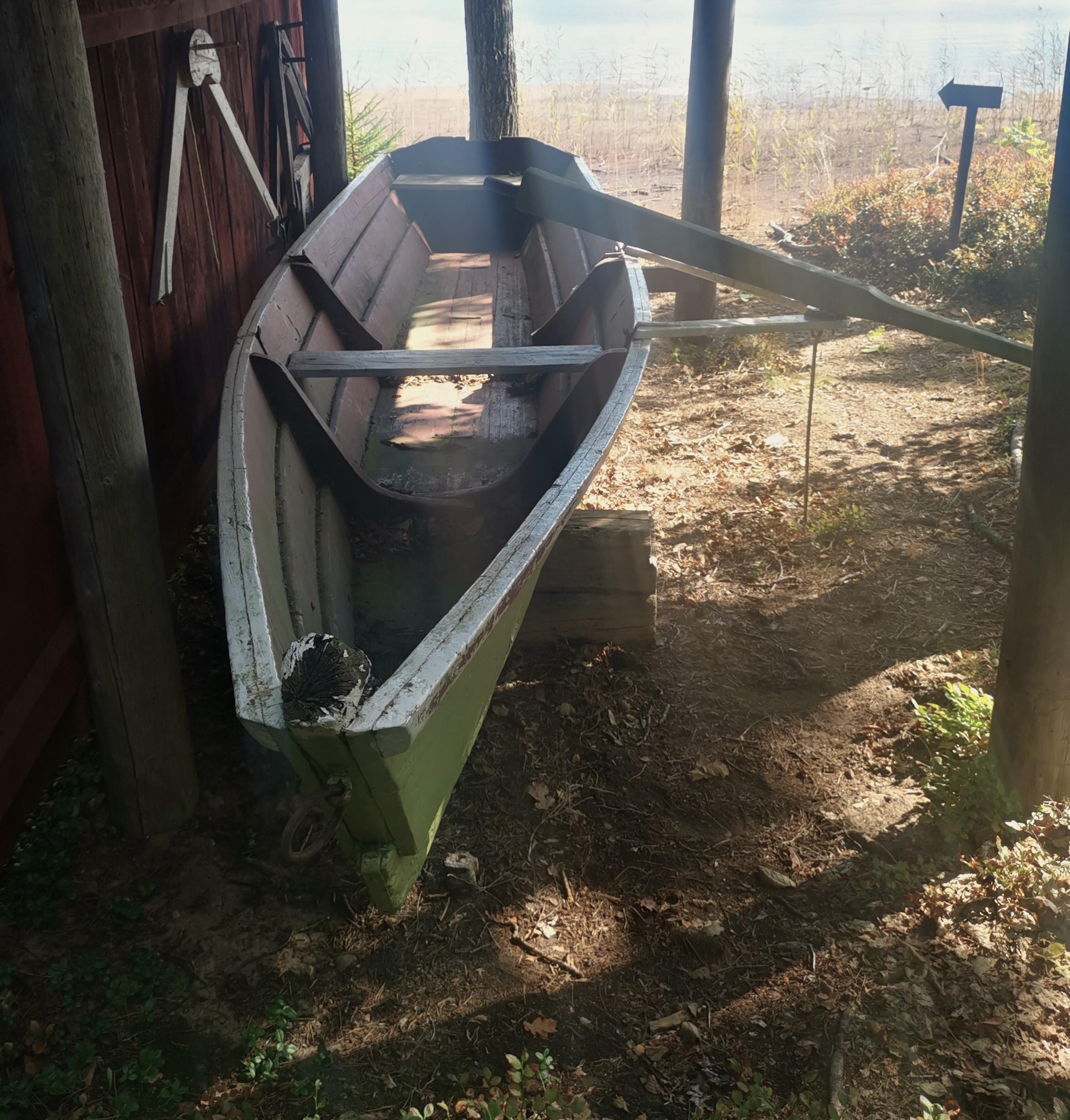
Bolmenekan är en extremt långsmal eka som användes på Bolmen i Småland.

## Egenskaper
Ekor är ofta rund- eller flatbottnade. Normalt saknar ekor köl, men vissa kustbåtar har benämnts ekor även då de haft köl. Ekor framdrivs med åror eller vrickning, och även segel har kommit till användning på en del båtar som är byggda för segling. Ekans ursprung är stockbåten, en urholkad trädstam. Detta lever kvar i begreppet ökstock som är en mindre klinkbyggd roddeka. 
I sin enklaste form utgår ekan från en lådliknande konstruktion, med lätt svängda sidor. Vanligen är akterspegeln betydligt bredare än förspegeln. Sidornas höjd varierar från ett enda bord, till 4–5, beroende på storlek och proportioner.
Vissa ekor är byggda med akterspegel och även med en spegel i fören, till exempel bohuseka eller långedragseka (den senare med centerbord av plåt). Ekor kan också vara byggda med akterspegel och förstäv. 
Ekans bottenform kan variera beroende på det tilltänkta farvattnet och användningsområdet. Den flatbottnade ekan, flatekan kommer mest till användning på insjöar eller smult vatten för husbehovsfiske. En eka kan även byggas med skarpt kölparti för segling, som till exempel en blekingseka eller en öka för att användas  för segling vid kuster och skärgårdar. 
Storleken på ekor kan variera i längd beroende på den ursprungliga användningen. Ekor förekommer från cirka fyra till cirka åtta meters längd; de senare är byggda för segling med sprisegel, eller tidigare även råsegel.

## Varianter
Ekor finns av flera olika typer. Den äldre prototypen är stockbåten, och det har utvecklat varianter för olika regioner eller ändamål. Från stockbåten härstammar ordet ökstock som senare har varit beteckningen på en mindre klinkbyggd eka avsedd för rodd. En speciell typ av öka är den korta kofärjan med bred, platt botten, breda för- och akterspeglar och klinkbyggda sidor. Den kunde ros mellan öarna, och under senare tid kunde den även bogseras efter en motorbåt.utlagda bord och någon gång i senare tid (cirka 1950 och först sedan motorbåtar kommit till användning som dragare) platt i båda ändar. 
Andra varianter med samma etymologiska ursprung är, blekingseka, ökstock och öka (se nedan). Gemensamt för dessa seglande typer är dock att de utvecklats från seglande snipor, där akterspegeln tillfördes efter 1500-talet och lokalt inte kom till användning förrän på 1800-talet.

### Öka

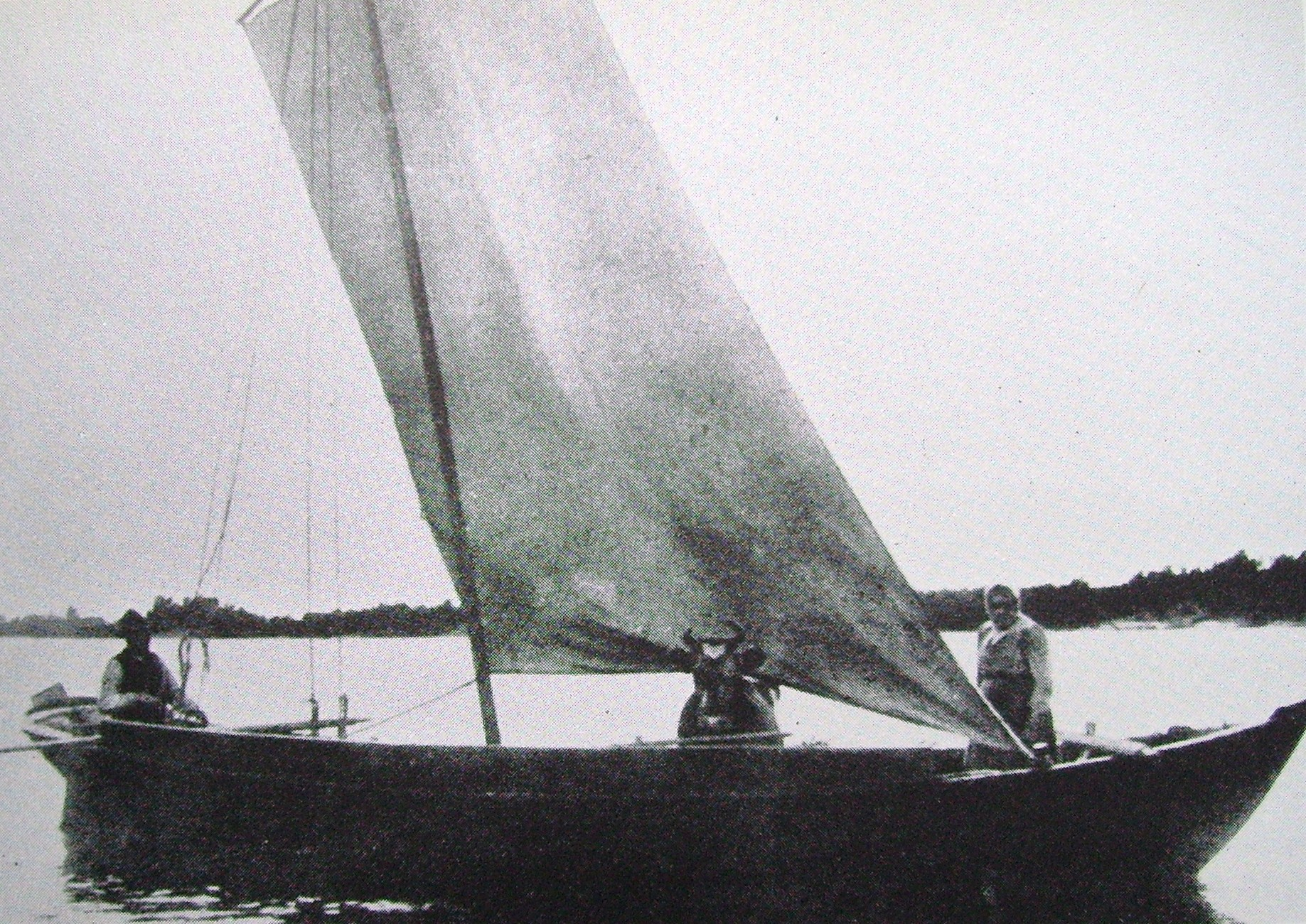
Storöka/Skärbåt med råsegel i Husarö.

Öka har använts som namn på klinkbyggda bruksbåtar med akterspegel att användas i Östersjökustens skärgård och har använts som namn och som variant av båttypen från Roslagens skärgård i norr och söderut till Östergötland och Kalmar län. 
Ökor har både akterspegel och en akterstäv. Akterspegeln sitter fast i den övre delen av akterstäven och det förekommer lokala varianter där den kan sitta både på insidan och utsidan av stäven. Den har åror med årtullar som har lokala variationer längs östersjökusten. I Stockholms skärgård brukar de ha en förstärkning på insidan av övre bordet som där kallades inhåll. Vissa ökor saknar förstärkning på insidan vid årtullarna, och ibland är det ett särskilt tullbord som förstärker. 
Ökan har använts i fisket, vid stadsresor och kyrkfärder, vid transporter av folk och fä till betesholmar och för resor till grannar. Skötökor och Storökor är användes för fiske med sköta i ytterskärgården och är som sådana betydligt mer sjövärdiga än de mindre båtar man drog bonot eller strömmingsskötar närmare land med: Under för- och eftersommaren seglades de till grunden utomskärs för att fiskarna där skulle kunna sätta skötar (nät) efter strömming. Sköten sattes på kvällen, bonden sov i båten som var fastgjord vid skötarna. På morgonen togs sköten upp. 
Med ökor kördes kreatur ut på de minsta av gräsbevuxna kobbar medan hö på ängar hemmavid sparades till skörd för vintern. Man ser i detta likheten med inlandets fäbodvallar. Över vattnen utgjorde dock avstånden ej hinder annat än i tid, och om än mjölkning fick ske där djuren var så kom, när hö togs på öarna, såväl ökor som större båtar till användning som höbåtar och färden med last högt upp under storbomen kunde sedan gå över vidsträckta fjärdar.
Ordet öka finns med i svenskan sedan äldre nysvenska, och utgör en parallell till ordet "eka". Benämningen användes i offentliga handlingar i bl.a. Västervik 1852. Det finns flera typer av ökor. De kallas även skötökor, ökstockar, gavelökstockar beroende på deras funktion.